# 蔡厲侯
蔡厲侯（？—？），名字失傳，是西周諸侯國蔡国第五任國君。他是蔡宮侯之子，在位年不詳。